# Herb gminy Turawa
Herb gminy Turawa – symbol gminy Turawa.

## Wygląd i symbolika
Herb przedstawia na tarczy dzielonej w pas srebrno-błękitnymi liniami falistymi w polu górnym błękitnym pół złotego słońca, natomiast w polu dolnym złotą rybę i skrzyżowane wiosła na białym tle. Jest to nawiązanie do uwarunkowań fizjograficznych gminy.